# Marvin Heemeyer
Marvin John Heemeyer (ur. 28 października 1951, zm. 4 czerwca 2004) – amerykański przedsiębiorca, właściciel zakładu instalującego i naprawiającego tłumiki samochodowe w Granby, Kolorado. Wsławił się zrównaniem z ziemią znacznej części swojej miejscowości w desperackiej odpowiedzi na szykany ze strony lokalnych władz.
Marvin żył w miasteczku Grand Lake, 26 km od Granby. Do miasta sprowadził się w 1994 roku.

## Killdozer

### Źródło konfliktu
W 1992 Heemeyer kupił ziemię (działkę) za 42 000 dolarów, żeby postawić na niej warsztat tłumikarski. Później zgodził się na odsprzedanie tej działki firmie planującej postawić tam cementownię. Wstępnie obie strony zgodziły się na kwotę 250 000 dolarów. Następnie Heemeyer podniósł cenę do 375 000 dolarów. Kiedy firma zgodziła się także na taką kwotę podniósł ją kolejny raz do miliona. Prawdopodobnie negocjacje miały miejsce zanim konflikt dotarł do władz miasta.

### Konflikt z władzami miasta
Według relacji mieszkańców miasta oraz pozostawionych przez Heemeyera nagrań i listów, w 2001 roku wdał się z ratuszem w spór dotyczący planów zagospodarowania przestrzeni miejskiej. Plany zakładały budowę fabryki cementu na sąsiedniej posesji. Wbrew powszechnej opinii budowa fabryki nie blokowałaby drogi dojazdowej do warsztatu Heemeyera, ale powodowała problemy z podłączeniem jego posesji do kanalizacji. Wcześniej Heemeyer odrzucił propozycje odkupu działki przez cementownię.
Heemeyer bezskutecznie zabiegał o ustanowienie służebności dla kanalizacji i składał liczne apelacje od decyzji, jednak ratusz niezmiennie sprzyjał budowie fabryki, a także jawnie krytykował postawę Marvina za pośrednictwem lokalnych mediów. Po przegranej właściciel zakładu postanowił nie poddawać się i zaczął zabiegać o zbudowanie nowej drogi dojazdowej na jego posesję, jednak i ten wysiłek skończył się niepowodzeniem.
Ostatecznie Marvin postanowił wybudować drogę na własny koszt i kupił buldożer Komatsu D355A, równocześnie składając wniosek o niezbędne pozwolenie na budowę drogi, jednak i ten wniosek został odrzucony przez urzędników miejskich. Wkrótce Heemeyer został odcięty od systemu kanalizacyjnego (aby z niego skorzystać, musiałby przeprowadzić rurę przez ok. 3 metry gruntu będącego własnością fabryki cementu) i niezwłocznie ukarany serią mandatów, które otrzymał za różne wykroczenia w tym za zrzut nieczystości z warsztatu do rowu melioracyjnego.
Kiedy kolejne petycje do władz, mediów i lokalnej społeczności nie dały żadnych skutków, Heemeyer poddał się, dzierżawiąc grunt firmie wywożącej śmieci. Umowa zakładała, że miałby on sześć miesięcy na wyprowadzenie się z posesji. Jak się później okazało, okres ten wykorzystał na ulepszenie swojego buldożera, osłaniając go miejscami ponad 30 centymetrami stali i betonu, instalując kamery zapewniające widoczność otoczenia w każdym kierunku, a w końcu konstruując klimatyzację i inne systemy pozwalające na komfortowe przebywanie wewnątrz przez wiele godzin.

### Atak i zniszczenia
4 czerwca 2004 roku konstruktor zasiadł za sterami buldożera, wyjeżdżając przez ścianę swego dawnego warsztatu, a następnie zrównując z ziemią fabrykę cementu i wyruszając w miasto. W ciągu kilkugodzinnej dewastacji Heemeyer zniszczył doszczętnie budynek ratusza, bank, posterunek policji, siedzibę lokalnej gazety i sklep z narzędziami oraz wiele innych budynków publicznych powiązanych z osobami, które były zaangażowane w spór. Łącznie w gruzach legło 13 budynków. 
Policja i oddziały SWAT próbowały powstrzymać maszynę, ale zarówno ogień z broni długiej, jak i granaty nie miały żadnego wpływu na pojazd. Ostatecznie po oddaniu ponad 200 strzałów (w tym amunicji przeciwpancernej), siły porządkowe zrezygnowały z ostrzału. Heemeyer używał zaś uzbrojenia, w jakie wyposażył buldożer – były to: karabin Barrett M82, karabin Ruger AC556, pistolet Kel-Tec P11 i rewolwer magnum. 
Heemeyer dwukrotnie zmierzył się z innymi maszynami. Gdy zaatakował cementownię, Code Docheff – właściciel zakładu – wsiadł do ładowarki i próbował trafić w silnik buldożera, a następnie zerwać gąsienicę. Marvin oddał najpierw kilka strzałów ostrzegawczych w powietrze, potem w łyżkę ładowarki, a potem zepchnął ją na bok. Docheff uciekł, słysząc strzały. Później, gdy buldożer znajdował się na terenie Independent Gas Co., władze wysłały w jego kierunku dwie zgarniarki. Jedna z nich zablokowała mu wyjazd, tak aby policja mogła oddać strzał z broni ciężkiej. Heemeyer zawrócił i próbował wyjechać z zakładu inną drogą, a potem po stoku znajdującym się wzdłuż drogi. Kiedy mu się to nie udało, ruszył w stronę zgarniarki. Pomimo że kierowca z całych sił próbował go zatrzymać, Marvin zepchnął go na bok i odjechał. Kilka minut później zgarniarka zablokowała Heemeyerowi drogę wstecz podczas burzenia sklepu Gambles. Heemeyer ruszył przed siebie, burząc ścianę budynku. Gdy akcja dobiegała końca, służby wykorzystały inny buldożer, Caterpillar D9.
Gdy po pewnym czasie w pojeździe zawiodła chłodnica, a jedna z gąsienic zapadła się w piwnicy sklepu Gambles, operator buldożera sięgnął po pistolet i popełnił samobójstwo. Zarówno pozostawione przez niego nagrania, jak i sposób budowy włazu, wskazują, że nigdy nie zamierzał opuścić buldożera – właz został skonstruowany tak, by jego ponowne otwarcie graniczyło z niemożliwością. Według niektórych źródeł Heemeyer zaspawał się w środku, choć wcale nie musiał tego robić – sama pokrywa ważyła 910 kilogramów i była dobrze wpasowana w pancerz, poza tym Heemeyer zalał ją olejem, by trudniej było ją chwycić, co odkryli policjanci próbujący dostać się do kabiny.
Ponieważ obawiano się (bezpodstawnie, jak się okazało), że buldożer może być zaminowany, przewieziono go z dala od miasta i dopiero tam przystąpiono do prób otwarcia kabiny. Dopiero około 2 w nocy policjanci z pomocą palnika wycięli dziurę w miejscu, gdzie zainstalowana była kamera i weszli do środka. Wówczas z pomocą dźwigu wydobyto ciało Heemeyera.
Zgodnie z życzeniem rodziny miejsce pochówku Heemeyera nie zostało podane do wiadomości publicznej.

### Bilans wydarzeń
Straty spowodowane przez Heemeyera oszacowano na ponad 7 milionów dolarów. Jedyną ofiarą śmiertelną był sam Marvin Heemeyer, który popełnił samobójstwo.
Mimo potępienia ze strony lokalnych władz i mediów, dla wielu osób stał się ludowym bohaterem i symbolem sprzeciwu wobec władzy. Powstało wiele witryn gloryfikujących jego działania. Buldożer ochrzczono w mediach przydomkiem Killdozer, nawiązującym do telewizyjnego horroru nakręconego w 1974 roku na podstawie opowiadania Theodore Sturgeona (w niektórych z wywiadów, m.in. dla gazety „Rocky Mountain News”, mieszkańcy określali także buldożer mianami "Megadozer" i "Armageddon Tank").
Urzędnicy miejscy ogłosili 19 kwietnia 2005, że Killdozer zostanie rozebrany i zezłomowany. Części zostaną rozwiezione po wielu złomowiskach, by zniechęcić zwolenników Heemeyera do zbierania pamiątek.

## Marvin Heemeyer w kulturze
Marvin Heemeyer został utrwalony w dziełach kultury:
- Shorebirds – The Ballad of Marvin Heemeyer (piosenka punkrockowa)
- Lewiatan – film nominowany w 2014 roku do Oscara dla najlepszego filmu nieanglojęzycznego, inspirowany historią Heemeyera[6]